# 면과정
면과정은 대한민국 전라남도 무안군 몽탄면에 있다. 2009년 4월 16일 무안군의 향토문화유산 제11호로 지정되었다.

## 개요
면과정은 나주 김씨 3대가 모셔져 있는 묘지 옆 제각으로, 주요인물로는 감정공 김수남, 취암공 김적, 귀암공 김충수등을 모신다. 제실의 건축연대는 승정기원후 5회 임신년 1872년 9년에 건립되었다.